# Dzhamansorina
Dzhamansorina es un género de foraminífero bentónico de la Subfamilia Globivalvulininae, de la Familia Globivalvulinidae, de la Superfamilia Globivalvulinoidea, del Suborden Endothyrina, del Orden Endothyrida, de la Subclase Fusulinana y de la Clase Fusulinata. Su especie tipo es Dzhamansorina grata. Su rango cronoestratigráfico abarca el Serpujoviense (Carbonífero inferior).

## Discusión
Clasificaciones previas hubiesen incluido Dzhamansorina en la Subfamilia Biseriammininae, de la Familia Biseriamminidae, de la Superfamilia Palaeotextularioidea, del Suborden Fusulinina y del Orden Fusulinida. También ha sido incluido en la Subfamilia Koktjubininae de la Familia Koktjubinidae. Ha sido considerado un sinónimo posterior de Koktjubina.

## Clasificación
Dzhamansorina incluye a las siguientes especies:
- Dzhamansorina grata †
- Dzhamansorina kipshakensis †
- Dzhamansorina minima †